# Rožički Vrh
Rožički Vrh je naselje u slovenskoj Općini Svetom Juriju ob Ščavnici. Rožički Vrh se nalazi u pokrajini Štajerskoj i statističkoj regiji Pomurju. 

## Stanovništvo
Prema popisu stanovništva iz 2002. godine naselje je imalo 215 stanovnika.